# Lago Branchino
Il lago Branchino si trova nelle Prealpi Orobie, tra le valli Seriana e Brembana, sul confine amministrativo tra i comuni di Ardesio e Oltre il Colle.

## Descrizione
Il lago si adagia in una conca naturale posta tra il Corno Branchino e la Corna Piana. È uno dei pochi laghi orobici situato in un'area che presenta rocce di tipo calcareo, soggette a fenomeni di carsismo. A poca distanza dalla sponda occidentale del lago sorge il rifugio omonimo.

## Accessi
È possibile raggiungere il lago da tre punti differenti:
- dalla valle Seriana, partendo da Valcanale, frazione di Ardesio e seguendo la traccia CAI numero 220 che raggiunge il rifugio Alpe Corte e, passando a fianco di numerose baite, sale al rifugio Branchino e quindi al lago;
- dalla valle Brembana, dal paese di Roncobello tramite una strada carrozzabile che tocca la località Costa Superiore e la frazione Capovalle. Poco più a monte la traccia diventa sentiero, lungo il quale seguire l'indicazione per il passo del Branchino;
- dalla valle Serina, mediante il sentiero numero 222 che sale fino al rifugio Capanna 2000 e poi proseguendo lungo il sentiero dei Fiori.

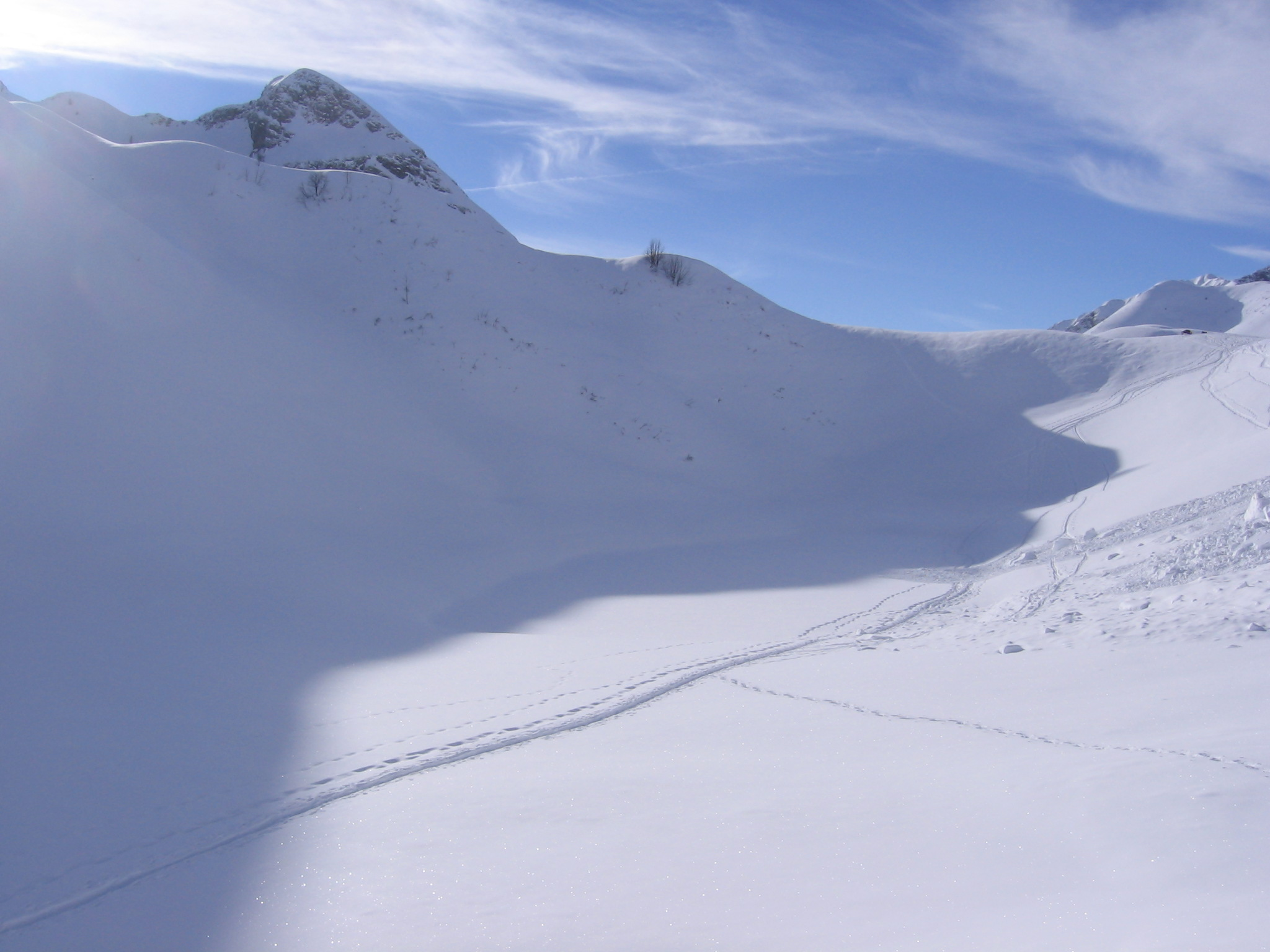
Il lago innevato